# زیردریایی آی-۱۱
زیردریایی آی-۱۱ (به انگلیسی: Japanese submarine I-11) یک زیردریایی است که طول آن 113.70 m می‌باشد.